# Roan Mountain
Roan Mountain – jednostka osadnicza w Stanach Zjednoczonych, w stanie Tennessee, w hrabstwie Carter.